# Burgstall Haimpertshofen
Der Burgstall Haimpertshofen ist eine abgegangene mittelalterliche Niederungsburg in Haimpertshofen, einem Gemeindeteil der Stadt Pfaffenhofen an der Ilm im Landkreis Pfaffenhofen an der Ilm von Bayern. Die Anlage wird als Bodendenkmal unter der Aktennummer D-1-7435-0147 als „Burgstall des Mittelalters“ geführt.

## Lage
Der Burgstall liegt in Niederungslage auf 430 m ü. NHN 150 m nordöstlich der Filialkirche St. Stephan in Haimpertshofen. Im Urkataster von Bayern ist eine ovale Anlage mit 55 m in Südwest-Nordost-Richtung und  70 m in Nordwest-Südost-Richtung mit einer Randböschung zu sehen, dem östlichen Wall ist noch ein Graben vorgelagert. Heute ist davon nichts mehr zu erkennen, denn die Anlage ist von  mehreren Gebäude (Burggraben 1) modern überbaut.